# 台湾及已
台湾及已（学名：Chloranthus serratus var. taiwanensis）为金粟兰科金粟兰属下的一个变种。

## 扩展阅读
- 維基物種上的相關：台湾及已